# Koúmi
Koúmi, en grec moderne : Κούμοι, est un village du dème de Réthymnon, en Crète, en Grèce. Selon le recensement de 2011, la population de Koúmi compte 172 habitants. Le village est situé à une altitude de 460 m et à 15 km de Réthymnon.

## Recensements de la population
| Recensements | 1900 | 1920 | 1928 | 1940 | 1951 | 1961 | 1971 | 1981 | 1991 | 2001 | 2011 |
| ------------ | ---- | ---- | ---- | ---- | ---- | ---- | ---- | ---- | ---- | ---- | ---- |
| Population   | 175  | 181  | 214  | 245  | 258  | 252  | 190  | 211  | -    | 173  | 172  |